# Биг-Лейк (Техас)
Биг-Лейк (англ. Big Lake) — город в США, расположенный в западной части штата Техас, административный центр округа Рейган. По данным переписи за 2010 год число жителей составляло 2936 человек, по оценке Бюро переписи США в 2019 году в городе проживало 3257 человек.

## История
В начале XX века земли вокруг озера Биг-Лейк заняли две семьи, Коутс и Тэйлор. В 1911 году Тэйлор продал 320 акров земли железной дороге Kansas City, Mexico and Orient Railway of Texas для строительства сайта и создания города. Вскоре в городе появились магазины, из Стайлса проведена телефонная линия, открыта общественная школа. В 1912 году в Биг-Лейк была проведена железная дорога, открыто почтовое отделение.
28 мая 1923 года в округе Рейган неподалёку от Биг-Лейка была обнаружена нефть. 15 августа того же года город получил устав, началось формирование органов местного управления. В 1925 года Биг-Лейк стал самым крупным городом и избран административным центром округа Рейган.

## География
Биг-Лейк находится в южной части округа, его координаты: 31°11′39″ с. ш. 101°27′12″ з. д..
Согласно данным бюро переписи США, площадь города составляет около 6,2 км2, полностью занятых сушей.

### Климат
Согласно классификации климатов Кёппена, в Биг-Лейке преобладает семиаридный климат низких широт (BSk).
| Показатель                    | Янв.  | Фев.  | Март | Апр. | Май  | Июнь | Июль | Авг. | Сен. | Окт. | Нояб. | Дек.  | Год   |
| ----------------------------- | ----- | ----- | ---- | ---- | ---- | ---- | ---- | ---- | ---- | ---- | ----- | ----- | ----- |
| Абсолютный максимум, °C       | 29,4  | 31,1  | 35   | 37,8 | 42,2 | 43,3 | 42,8 | 41,7 | 41,1 | 37,8 | 32,8  | 28,9  | 43,3  |
| Средний суточный максимум, °C | 14,3  | 16,6  | 21,2 | 26,1 | 29,9 | 33,1 | 34,4 | 34,1 | 30,3 | 25,3 | 19,5  | 14,8  | 24,9  |
| Средняя температура, °C       | 6,4   | 8,4   | 13,1 | 18,1 | 22,4 | 25,9 | 27,2 | 26,6 | 23   | 17,7 | 11,8  | 7,1   | 17,3  |
| Средний суточный минимум, °C  | −1,4  | 0,4   | 5,1  | 10,1 | 14,8 | 18,7 | 20   | 19,2 | 15,8 | 10,1 | 4,1   | −0,7  | 9,7   |
| Абсолютный минимум, °C        | −16,7 | −13,3 | −15  | −4,4 | 1,1  | 6,7  | 11,1 | 11,7 |      | −4,4 | −11,7 | −17,2 | −17,2 |
| Норма осадков, мм             | 17    | 24    | 23   | 37   | 54   | 49   | 46   | 53   | 72   | 48   | 23    | 20    | 465   |
| Источник: weatherbase.com     |       |       |      |      |      |      |      |      |      |      |       |       |       |

## Население
Согласно переписи населения 2010 года в городе проживало 2936 человек, было 981 домохозяйство и 774 семьи. Расовый состав города: 76,7 % — белые, 2,2 % — афроамериканцы, 0,6 % — коренные жители США, 0,2 % — азиаты, 0 % (0 человек) — жители Гавайев или Океании, 18,4 % — другие расы, 1,9 % — две и более расы. Число испаноязычных жителей любых рас составило 62,4 %.
Из 981 домохозяйства, в 43,4 % живут дети младше 18 лет. 62,4 % домохозяйств представляли собой совместно проживающие супружеские пары (29 % с детьми младше 18 лет), в 9,9 % домохозяйств женщины проживали без мужей, в 6,6 % домохозяйств мужчины проживали без жён, 21,1 % домохозяйств не являлись семьями. В 17,9 % домохозяйств проживал только один человек, 6,8 % составляли одинокие пожилые люди (старше 65 лет). Средний размер домохозяйства составлял 2,97 человека. Средний размер семьи — 3,36 человека.
Население города по возрастному диапазону распределилось следующим образом: 33,7 % — жители младше 20 лет, 25,2 % находятся в возрасте от 20 до 39, 31,2 % — от 40 до 64, 9,9 % — 65 лет и старше. Средний возраст составляет 32,5 года.
Согласно данным пятилетнего опроса 2019 года, средний доход домохозяйства в Биг-Лейке составляет 74 868 долларов США в год, средний доход семьи — 74 803 доллара. Доход на душу населения в городе составляет 24 856 долларов. Около 6,9 % семей и 10,4 % населения находятся за чертой бедности. В том числе 15,6 % в возрасте до 18 лет и 3,5 % в возрасте 65 и старше.

## Местное управление
Управление городом осуществляется мэром и городским советом, состоящим из пяти человек, один из которых назначается заместителем мэра. Все члены городского совета избираются на срок в два года.

## Инфраструктура и транспорт
Основными автомагистралями, проходящими через Биг-Лейк, являются:
- автомагистраль 67 США идёт с востока от Мерцона на запад к Ранкину.
- автомагистраль 137 штата Техас идёт с севера Стантона на юго-восток к пересечению с US 163 рядом с Озоной.

В городе располагается аэропорт округа Рейган. Аэропорт располагает двумя взлётно-посадочными полосами длиной 1229 и 1055 метров соответственно. Ближайшим аэропортом, выполняющим коммерческие рейсы, является региональный аэропорт Сан-Анджело. Аэропорт находится примерно в 115 километрах к востоку от Биг-Лейка.

## Образование
Город обслуживается независимым школьным округом Рейгана.